# 폐안아목
폐안아목(Myopsina)은 살오징어목에 속하는 연체동물 아목이다. 살오징어목 중에서 눈이 안막으로 덮혀 있는 살오징어를 폐안아목으로 분류하며, 일부 분류학자들은 분류 계급을 올려서 폐안살오징어목(Myopsida)으로 분류하기도 한다.

## 하위 분류
- 살오징어목 (Teuthida) - 촉수주머니가 없다.[1]
  - 폐안아목 (Myopsina) - 눈이 안막으로 덮혀 있다.[1]
    - 오스트레일리아꼴뚜기과 (Australiteuthidae)
    - 꼴뚜기과 (Loliginidae) - 촉수주머니의 중앙부에 4열의 흡반이 있다.[1]

  - 개안아목 (Oegopsina) - 눈이 안막으로 덮혀 있지 않다.[1]